# Dodge Nitro
La Dodge Nitro es una SUV compacto de la división de Dodge de Chrysler. Se puso en marcha para el año 2007, la Nitro comparte su plataforma con la segunda generación de la Jeep Liberty. La instalación de Jeep forma parte de un complejo automovilístico que incluye la planta de ensamblaje de Toledo del Sur, hogar de los Jeep Wrangler desde 1940. La Nitro hizo su debut en febrero de 2005 en el Salón del Automóvil de Chicago, como un concept car que ofrece un diseño interior de temáticas de aluminio. Trae recortado de aluminio detrás de los respiraderos de los guardabarros delanteros y molduras de aluminio de todo en manijas de las puertas y el portón trasero, se muestra de forma rutinaria como la consola central y la palanca de cambios también se incluye un acabado en plata satinada.

## Primera generación
Las designaciones fueron la modelo SXT, SLT y R / T. Hay tres tipos de tapicería disponibles; tela básica, de tela repelente de manchas y piel perforada. Las características de seguridad estándar incluyen bolsas de aire laterales delanteras y traseras, bolsas laterales de cortina, con programa electrónico de estabilidad con control de tracción y asistente de frenado, mitigación electrónica del balanceo y un monitor de presión de neumáticos. La versión de cuatro cilindros fue vendida exclusivamente en Europa.

## Segunda generación
El 4 de noviembre de 2009, Chrysler anunció que el modelo continuará hasta 2012, cuando se ve una segunda generación.